# Mats Aronsson
Mats Aronsson, född 16 augusti 1951, är en svensk före detta fotbollsspelare som under sin aktiva karriär representerade bland annat Landskrona BoIS och Djurgårdens IF. Säsongen 1977 vann han den allsvenska skytteligan som anfallare i Landskrona BoIS tillsammans med Reine Almqvist, IFK Göteborg. De gjorde 15 mål vardera.
Trots skytteligatiteln fick Aronsson aldrig göra någon landskamp. Åren 2007-2014 var han sportchef i Landskrona BoIS.

### Webbsidor
- Lista på landskamper, svenskfotboll.se, läst 2013 01 29
- "Mats Aronsson sportchef i Bois". Svenska dagbladet. Läst 21 augusti 2009.
- Alsiö Martin (2011). 100 år med allsvensk fotboll. ISBN 978-91-977326-7-3